# Rho Draconis
Rho Draconis (67 Draconis) é uma estrela na direção da constelação de Draco. Possui uma ascensão reta de 20h 02m 49.05s e uma declinação de +67° 52′ 24.4″. Sua magnitude aparente é igual a 4.51. Considerando sua distância de 406 anos-luz em relação à Terra, sua magnitude absoluta é igual a −0.97. Pertence à classe espectral K3III.